# 유수프 (수라)
꾸란의 수라중 12번째 장인 유수프 혹은 요셉의 장은 유수프의 출애굽기 사건을 담아낸 장이다.
형제들의 음모로 우물에 버려진 유수프가 상인의 발견으로 팔려버렸는데 애굽으로 가게 된 유수프가 이집트 왕, 파라오의 꿈을 해석하여 직책을 얻게되는 이야기다.
| 이 전 후드 (수라) | 수라 12 (아랍어 원문) | 다 음 알 라드 |
| 1 2 3 4 5 6 7 8 9 10 11 12 13 14 15 16 17 18 19 20 21 22 23 24 25 26 27 28 29 30 31 32 33 34 35 36 37 38 39 40 41 42 43 44 45 46 47 48 49 50 51 52 53 54 55 56 57 58 59 60 61 62 63 64 65 66 67 68 69 70 71 72 73 74 75 76 77 78 79 80 81 82 83 84 85 86 87 88 89 90 91 92 93 94 95 96 97 98 99 100 101 102 103 104 105 106 107 108 109 110 111 112 113 114 |                       |               |